# Baderna
 Baderna  ( olaszul: Mon Paderno) falu Horvátországban Isztria megyében. Közigazgatásilag Porečhez tartozik.

## Fekvése
Az Isztriai-félsziget nyugati részén, Poreč központjától 14 km-re keletre, a Porečről Tinjanra menő 302-es számú út mellett fekszik.

## Története
Területe már a római korban is lakott volt. A középkorban is virágzó település állt itt, amely azonban a járványok miatt a 14. században elnéptelenedett. 1541-ben a velencei hatóságok a Monte Paderno nevű magaslaton új települést alapítottak és Dalmáciából, Nyugat-Boszniából és Kotori-öbölből származó, morlákoknak nevezett pásztornépekkel telepítették be. A velencei-osztrák határhoz közel fekvő falu gyakran volt fegyveres összecsapások helyszíne a határvidékre betörő parasztok miatt.
A falunak 1857-ben 640, 1910-ben 277 lakosa volt. Az első világháború után a rapallói szerződés értelmében Isztria az Olasz Királysághoz került. 1943-ban az olasz kapitulációt követően német megszállás alá került, mely 1945-ig tartott. A második világháború után a párizsi békeszerződés értelmében Jugoszlávia része lett. Jugoszlávia felbomlása után 1991-ben a független Horvátország része lett. 2011-ben 221 lakosa volt. Lakói főként mezőgazdasággal, turizmussal, vendéglátással foglalkoznak.

## Nevezetességei
A Kisboldogasszony (Mária születése) tiszteletére szentelt plébániatemploma a 16. században épült. 1843-ban és 1878-ban teljesen megújították és átépítették. 1985-ben renoválták. 22 méter magas különálló harangtornya 1927-ben épült, két harang található benne. A Szent Antalt és a Madonnát ábrázoló táblaképek Cornertől származnak.

## Lakosság
| Lakosság változása | Lakosság változása | Lakosság változása | Lakosság változása | Lakosság változása | Lakosság változása | Lakosság változása | Lakosság változása | Lakosság változása | Lakosság változása | Lakosság változása | Lakosság változása | Lakosság változása | Lakosság változása | Lakosság változása | Lakosság változása |
| ------------------ | ------------------ | ------------------ | ------------------ | ------------------ | ------------------ | ------------------ | ------------------ | ------------------ | ------------------ | ------------------ | ------------------ | ------------------ | ------------------ | ------------------ | ------------------ |
| 1857               | 1869               | 1880               | 1890               | 1900               | 1910               | 1921               | 1931               | 1948               | 1953               | 1961               | 1971               | 1981               | 1991               | 2001               | 2011               |
| 640                | 705                | 125                | 117                | 164                | 277                | 1143               | 1069               | 171                | 153                | 129                | 117                | 116                | 141                | 201                | 221                |